# Миньшань
Миньша́нь (кит. упр. 岷山, пиньинь Mínshān) — горный хребет в Китае.

## География
Горы Миньшань являются частью Сино-Тибетских гор. Они идут в направлении с севера на юг в южной части провинции Ганьсу и северной части провинции Сычуань (в восточной части Нгава-Тибетско-Цянского автономного округа и прилегающих районах городского округа Мяньян). Протяжённость составляет около 1500 км. Высочайшая точка — гора Сюэбаодин (5588 м).

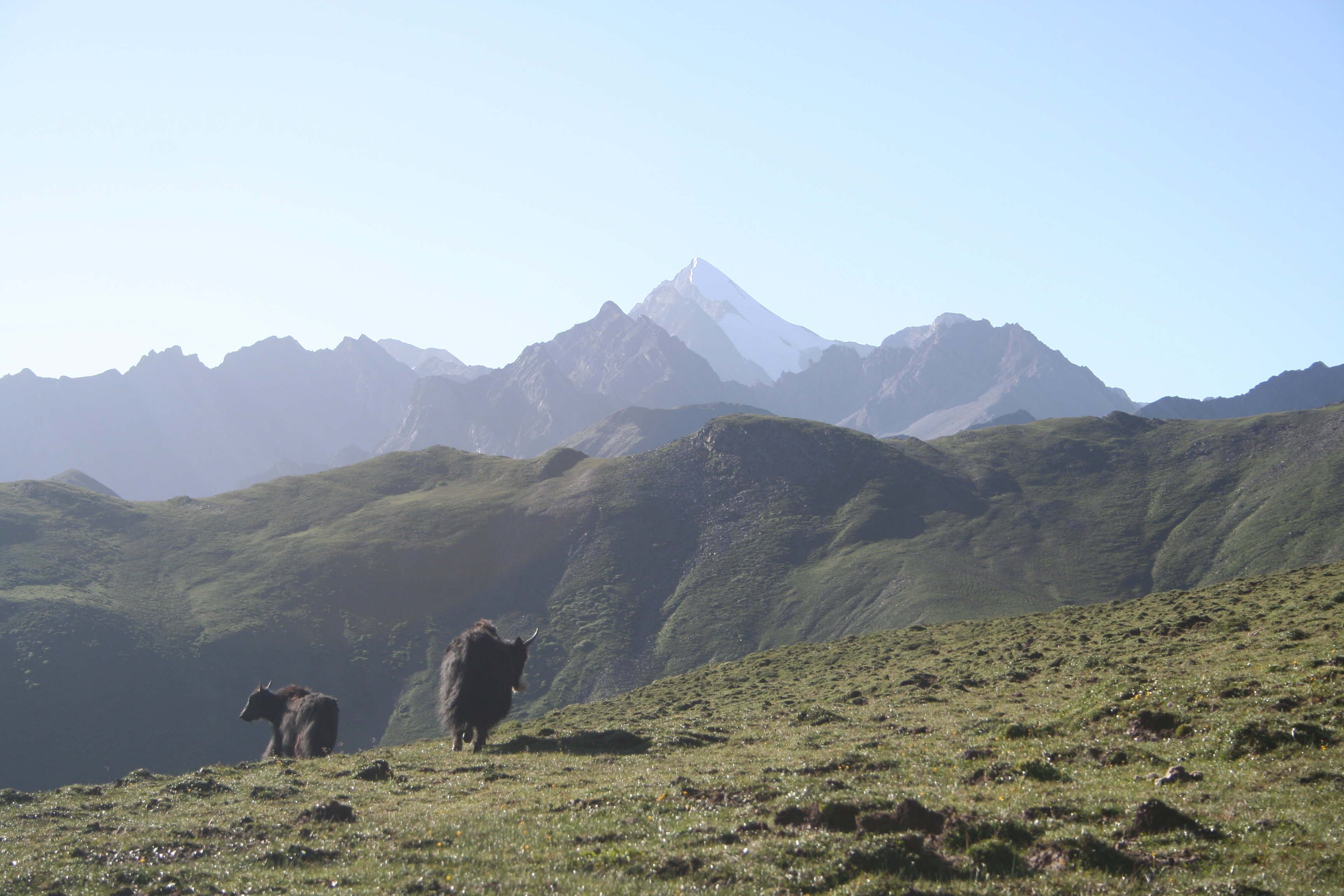
Cюэбаодин
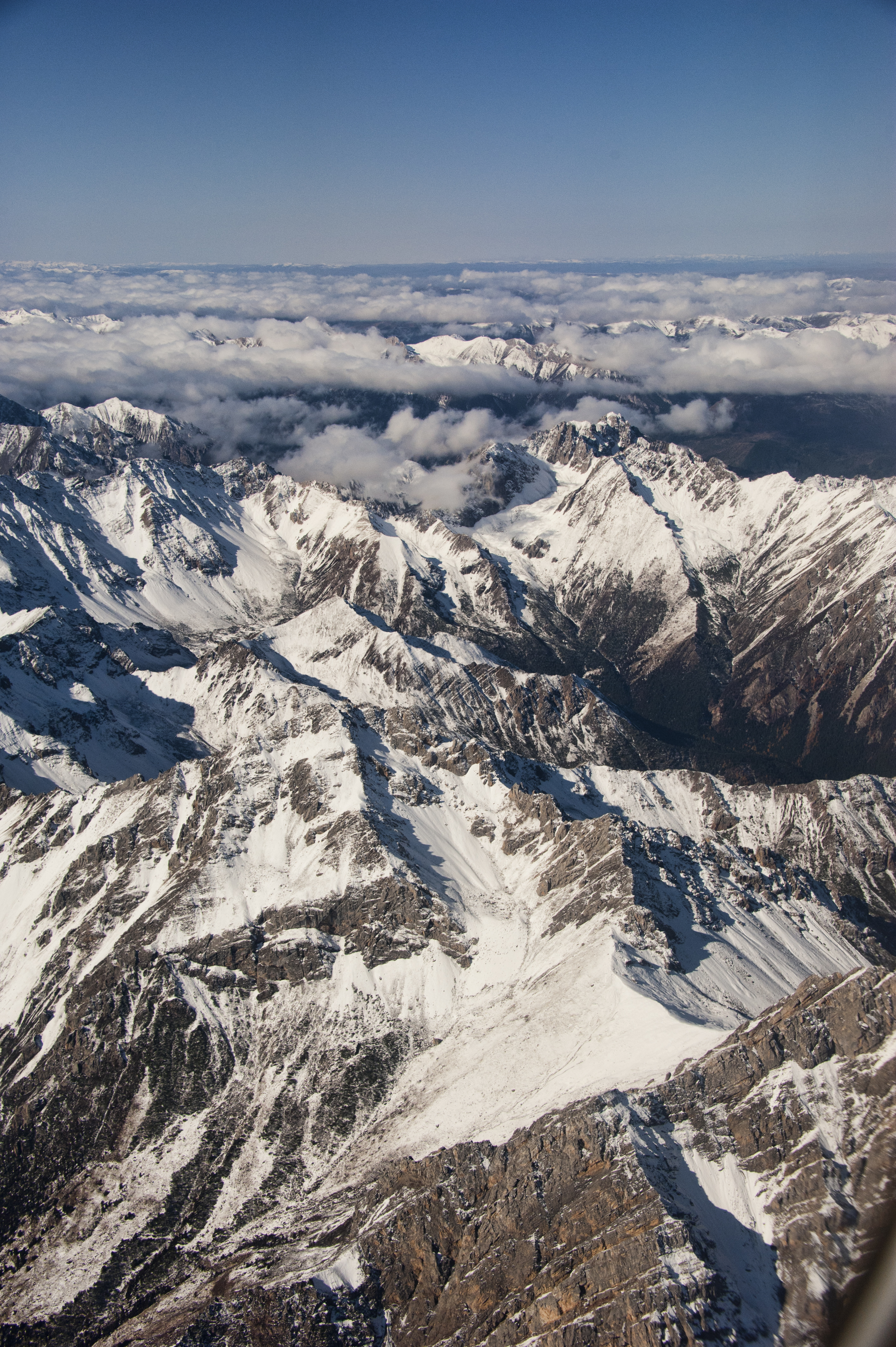
Миньшань сверху
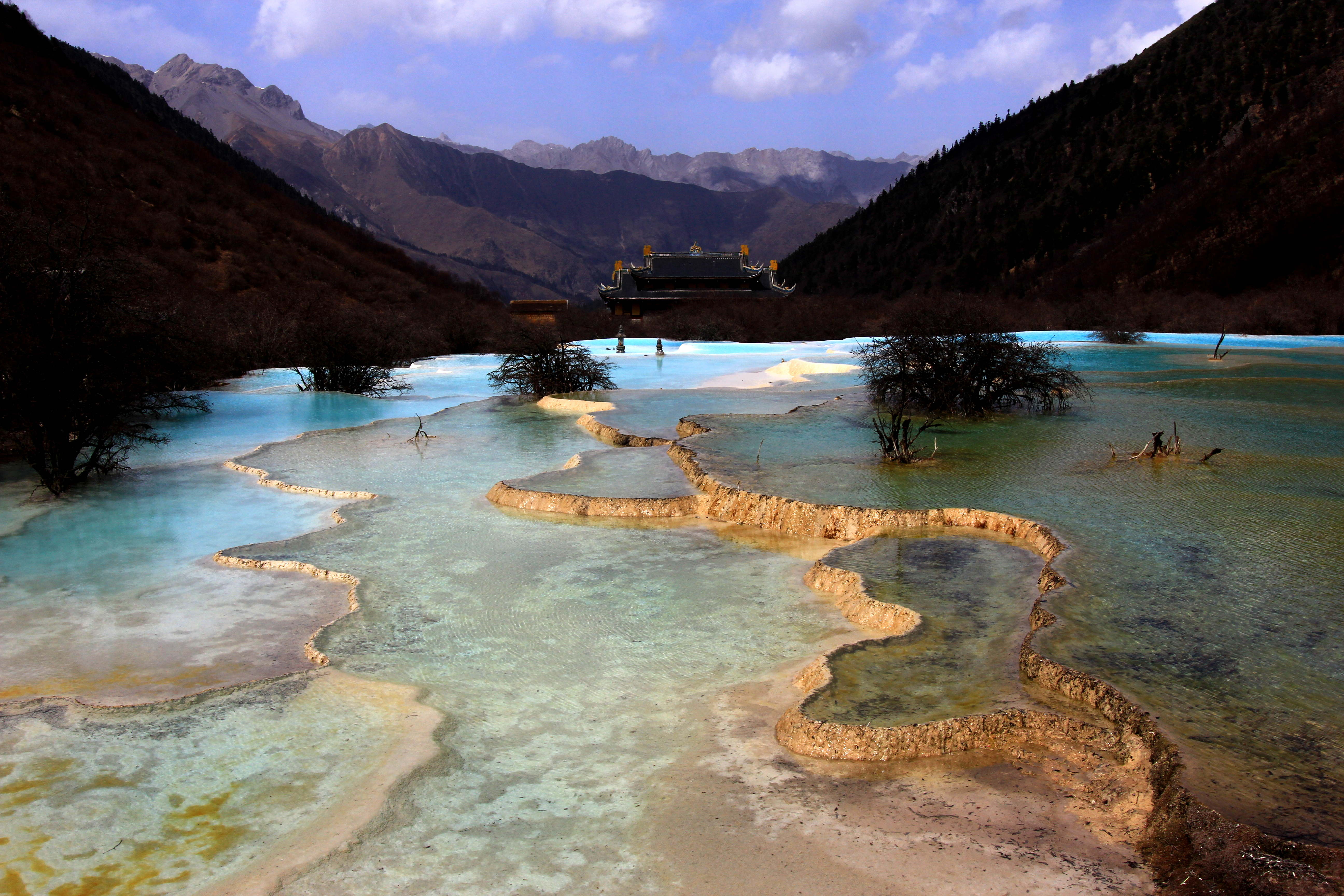
Хуанлун

Горы Миньшань являются водоразделом двух крупных рек провинции Сычуань: к западу от них протекает река Миньцзян, а к востоку — река Цзялинцзян.

## История
Горный проход Лацзыкоу (на территории уезда Тево провинции Ганьсу) в горах Миньшань стал в 1935 году одним из серьёзнейших препятствий на пути войск китайских коммунистов, совершавших Великий поход.